# Benbella Benmiloud
Benbella Benmiloud (1º gennaio 1958) è un ex calciatore ed ex giocatore di calcio a 5 algerino.

## Carriera
Come massimo riconoscimento in carriera vanta la partecipazione, con la Nazionale di calcio a 5 dell'Algeria, al FIFA Futsal World Championship 1989 dove la nazionale nordafricana non ha superato il primo turno, affrontando Paesi Bassi, Paraguay e Danimarca.